# Strîhanți, Strîi
Strîhanți (în ucraineană Стриганці) este o comună în raionul Strîi, regiunea Liov, Ucraina, formată numai din satul de reședință.

## Demografie
Componența lingvistică a comunei Strîhanți
     Ucraineană (100%)
Conform recensământului din 2001, toată populația comunei Strîhanți era vorbitoare de ucraineană (100%).